# سونغل أودن
سونغُل أودَن (بالتركية: Songül Öden)‏ (مواليد 17 فبراير 1979)، ممثلة تركية.

## عن حياتها
بدأت التمثيل عام 1993، واشتهرت في العالم العربي بدورها في مسلسل نور. حصلت على إجازة من أكاديمية المسرح وتخرجت من الأكاديمية المسرحية لجامعة هاجيتيبي في أنقرة. بدأت مسيرتها الفنية بأداء دور أساسي في مسرحية "مسرح ولاية طرابزون" ومسرحية أخرى في مسرح ديار بكر الوطني، والتي كانت من أشهر المسرحيات التركية لمدة ثلاث سنوات. انتقلت إلى التلفزيون في عام 2005 وظهرت في مسلسل نور بينما استمرت في العمل بالمسرح، حيث كانت لها مشاركات في مسرحية "كادينسيكلار".

## أعمالها

### من المسلسلات
- 1993: فيرهندي هانميلار.
- 2001: فاسييت.
- 2002: هافادا بولوت.
- 2005: نور.
- 2007: فازجيش جونلوم.
- 2009: بيني وبينك - مسلسل سعودي، بشخصيتها الحقيقية.
- 2010: موكميمل جبقت.
- 2011: نساء حائرات - خمسة أجزاء، الأول عام 2011، الثاني عام 2012، الثالث عام 2013، الرابع عام 2014، والخامس عام 2015
- 2013: تحت الأرض.
- 2015: قصر العصفورة.
- 2017: خارج عن القانون.
- 2018: عاصمة عبد الحميد ج2
- 2019: حكاية عائلة
- 2023: أتاتورك[6]

### من الأفلام
- ياشار ني ياشار ني ياشاماز.
- 2002: Havada Bulut.
- 2007: Sınır.
- 2009: Aci Ask.
- 2011: 72 Kogos.
- 2016: زنبق المتأرجح
- 2016: التفاح الحامض

## وصلات خارجية
- سونغل أودن على موقع IMDb (الإنجليزية)
- سونغل أودن على موقع روتن توميتوز (الإنجليزية)
- سونغل أودن على موقع قاعدة بيانات الأفلام العربية
- سونغل أودن على موقع ألو سيني (الفرنسية)
- سونغل أودن على موقع قاعدة بيانات الفيلم (الإنجليزية)
- سونغل أودن على موقع كينوبويسك (الروسية)